# 문태유
문태유(본명 : 이승원, 1984년 2월 8일 ~ )는 대한민국의 배우이다. 본명인 이승원으로 데뷔를 했고 현재는 예명인 문태유로 활동명을 변경했다.

## 학력
- 경희대학교 연극영화학과 학사

## 출연작

### 드라마
- 《KBS 드라마 스페셜 - 미스김의 미스터리》 (2018년, KBS2) - 장우영 역
- 《친애하는 판사님께》 (2018년, SBS) - 장정수 역
- 《닥터 탐정》 (2019년, SBS) - 권준일 역
- 《자백》 (2019년, tvN) - 노선후 역
- 《슬기로운 의사생활》 (2020년, tvN) - 용석민 역
- 《도도솔솔라라솔》 (2020년, KBS2) - 방정남 역
- 《슬기로운 의사생활 시즌2》 (2021년, tvN) - 용석민 역
- 《기상청 사람들: 사내연애 잔혹사 편》 (2022년, JTBC) - 신석호 역
- 《사랑의 이해》 (2022년, JTBC) - 소경필 역
- 《셀러브리티》 (2023년, Netflix) - 서두성 역
- 《착한 사나이》 (2025년, JTBC) - 장기홍 역
- 《날아올라라 나비》 (미정, JTBC)

### 뮤지컬
- 《어쩌면 해피엔딩》
- 《팬레터》
- 《광염 소나타》
- 《블랙메리포핀스》
- 《스위니토드》
- 《로기수》
- 《오케피》
- 《소행성 B612》
- 《드림걸즈》
- 《드라큘라》
- 《레미제라블》
- 《우연히 행복해지다》
- 《연탄길》
- 《소나기》
- 《마이 페어 레이디》
- 《우연히 행복해지다》
- 《지킬앤하이드》
- 《스펠링비》
- 《아몬드》

### 연극
- 《생쥐와 인간》
- 《트레인스포팅》
- 《거미여인의 키스》
- 《프론티어 트릴로지》
- 《모범생들》
- 《나쁜자석》
- 《벙커 트릴로지》
- 《두 병사 이야기》
- 《트루웨스트》